# ダーグ湖

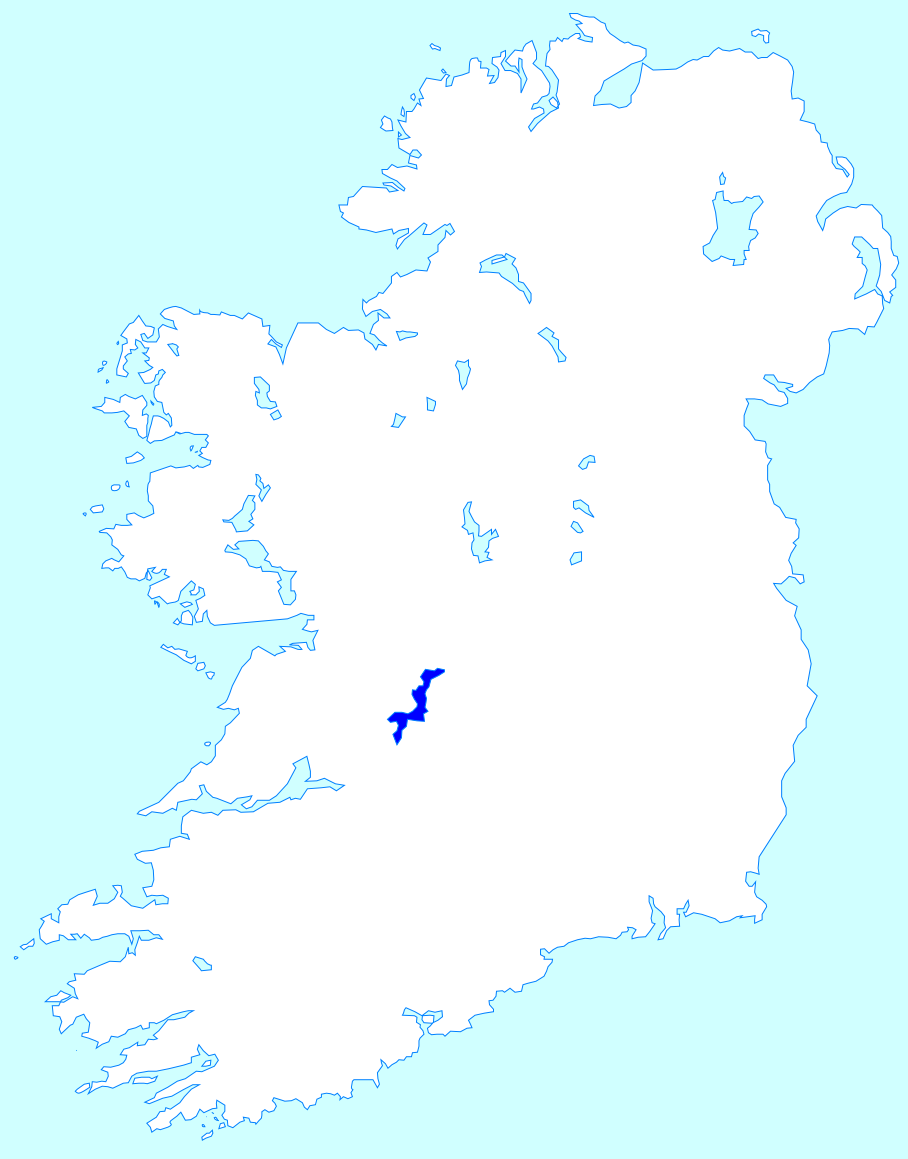
ダーグ湖の位置

ダーグ湖（Lough Derg アイルランド語:Loch Deirgeirt）は、アイルランド島で3番目に大きな湖。南北に長く幅が狭い形態で、東はティペラリー県、北西はゴールウェイ県、南西はクレア県と接する。シャノン川流域の湖の一つ。湖岸の町村は、ガリーケネディー、ポルトゥンナ、キルラロー、バリナ、ドロミニア、テリーグラス、マウントシャノンである。
レジャーボート、セイリング、釣りで有名である。シャノン川と合流する地点は、1927年にその急流から当時世界最大の水力発電所アルドナクラシャの建設地となった。
19世紀、ダーグ湖はアイルランド中部の運河を通り、リムリック港からダブリンをつなぐ、重要な交通の動脈であった。航行区間は最長40キロメートルにもなり、ダーグ湖は現在もセイリングや釣り同様、クルーザーやその他のレジャースポーツで人気がある。リムリック大学は湖岸のキルラローにレジャー施設を設置しており、カヌー、カヤック、ウィンドサーフィンやヨットなどの目的に使用している。

## 聖パトリックの煉獄
ダーグ湖に浮かぶステーション島には、聖パトリックの煉獄と呼ばれる、聖パトリックが神に導かれて見出した煉獄に通じる洞窟が存在したという。かつては島に洞窟の入口を管理する修道院があり、カトリックの巡礼地となっていた。
ヘンリー2世治下のイングランドで、ベネディクト会修道士のソルトレーのヘンリーが著した『聖パトリキウスの煉獄譚』が評判となり、後にフランスの詩人マリー・ド・フランスが『騎士オーウェン』として韻文に翻訳したことから、聖パトリックの煉獄の存在がヨーロッパに広まった。
オランダの修道士が「煉獄」には普通の洞窟を上回る珍しいものは存在しないと上申したことから、1497年の聖パトリックの祝日にローマ教皇の命令によって洞窟は破壊された。しかし、聖パトリックの煉獄の伝説はアイルランドの不思議のひとつとして、今日に至るまで語り継がれている。